# Городские населённые пункты Тамбовской области
В Тамбовской области России выделяются 20 городских населённых пунктов, среди которых: 
- 8 городов, в том числе 
  - 7 городов областного значения (в списке  выделены оранжевым цветом) — в рамках организации местного самоуправления образуют отдельные городские округа,
  - 1 город районного значения — в рамках организации местного самоуправления входит в соответствующий муниципальный район и образует одноимённое городское поселение в составе последнего;
- 12 посёлков городского типа (рабочих посёлков) — в рамках организации местного самоуправления входят в соответствующие муниципальные районы и образуют одноимённые городские поселения в составе последних.

## Города
| № | название   | район / город областного значения | население (чел.) | основание / первое упоминание | статус города | герб | прежние названия                                                     |
| - | ---------- | --------------------------------- | ---------------- | ----------------------------- | ------------- | ---- | -------------------------------------------------------------------- |
| 1 | Кирсанов   | Кирсанов                          | ↗16 164          | 1702                          | 1779          |      |                                                                      |
| 2 | Котовск    | Котовск                           | ↘26 694          | 1914                          | 1940          |      | до 1918 — Пороховой Завод до 1919 — Ударный до 1940 — Красный Боевик |
| 3 | Мичуринск  | Мичуринск                         | ↘87 914          | 1635                          | 1635          |      | до 1932 — Козлов                                                     |
| 4 | Моршанск   | Моршанск                          | ↗39 023          | 1623                          | 1779          |      | до 1779 — Морша                                                      |
| 5 | Рассказово | Рассказово                        | ↗47 644          | 1697                          | 1926          |      |                                                                      |
| 6 | Жердевка   | Жердевский район                  | ↘13 883          | 1745                          | 1954          |      | до 1954 — Чибизовка                                                  |
| 7 | Тамбов     | Тамбов                            | ↘254 940         | 1636                          | 1719          |      | Танбов                                                               |
| 8 | Уварово    | Уварово                           | ↘22 754          | 1699                          | 1966          |      |                                                                      |

## Посёлки городского типа
| №  | название     | район               | население (чел.) | основание / первое упоминание | статус пгт | герб | прежние названия                                         |
| -- | ------------ | ------------------- | ---------------- | ----------------------------- | ---------- | ---- | -------------------------------------------------------- |
| 1  | Дмитриевка   | Никифоровский район | ↘6888            | 1636                          | 1966       |      | Бельский городок                                         |
| 2  | Знаменка     | Знаменский район    | ↗5525            | 1700                          | 1971       |      |                                                          |
| 3  | Инжавино     | Инжавинский район   | ↘7738            | 1705                          | 1960       |      |                                                          |
| 4  | Мордово      | Мордовский район    | ↘5456            | 1707                          | 1968       |      |                                                          |
| 5  | Мучкапский   | Мучкапский район    | ↘5631            | 1730                          | 1958       |      |                                                          |
| 6  | Новая Ляда   | Тамбовский район    | ↗5548            | 1762                          | 1976       |      |                                                          |
| 7  | Новопокровка | Мордовский район    | ↘1560            | 1908                          | 1973       |      |                                                          |
| 8  | Первомайский | Первомайский район  | ↘10 674          | 1831                          | 1958       |      | Харчевня (до 1866) Новобогоявленские Выселки (1866—1958) |
| 9  | Ржакса       | Ржаксинский район   | ↗4480            | 1822                          | 1938       |      |                                                          |
| 10 | Сосновка     | Сосновский район    | ↘7517            | 1640                          | 1966       |      |                                                          |
| 11 | Токарёвка    | Токарёвский район   | ↘6420            | 1928                          | 1968       |      |                                                          |
| 12 | Умёт         | Умётский район      | ↗4243            | 1710                          | 1968       |      |                                                          |

### Бывшие пгт
- Котовск — пгт с 1930 года. Преобразован в город в 1940 году.
- Кочетовка — пгт с 1938 года. Включён в состав города Мичуринск в 1995 году.
- Уварово — пгт с 1960 года. Преобразован в город в 1966 году.
- Чибизовка — преобразован в город Жердевка в 1954 году[6].